# Кордон Костинський
Кордон Ко́стинський (рос. Кордон Костинский) — сільський населений пункт без офіційного статусу в Сарапульському районі Удмуртії, Росія.

## Населення
Населення становить 2 особи (2010).